# Исидор I Вухирас
Патриа́рх Иси́дор Вухира́с (греч. Πατριάρχης Ισίδωρος Βουχειράς) — Патриарх Константинопольский (с 17 мая 1347 по 2 декабря 1349 года).
Мало что известно о его ранней жизни. Исидор родился в Салониках во второй половине 1290-х годов, где он стал учителем и духовным наставником.
Венчал на царство императора Иоанна VI Кантакузина. Уговорил императора в войне с генуэзцами дать морскую битву, в которой погиб весь только что воссозданный византийский флот.
Является автором нескольких акафистов.